# Корисні копалини Великої Британії
Корисні копалини Великої Британії

## Загальна інформація
Надра В.Б. багаті на нафту, природний газ, кам. вугілля, каолін, флюорит, є родовища олов'яних руд, кам. і калійної солей, целестину, вогнетривких глин, нерудних будматеріалів, горючих сланців і невеликі родовища руд заліза, міді, свинцю, цинку, бариту і вітериту:

## Основні корисні копалини Великої Британії станом на 2015-2016 рр.
| Корисні копалини                           | Запаси       | Запаси   | Вміст корисного компоненту в рудах, % | Частка у світі, % |
| Корисні копалини                           | Підтверджені | Загальні | Вміст корисного компоненту в рудах, % | Частка у світі, % |
| Барит, тис. т                              | 100          | 400      | 90 (BaSO4)                            |                   |
| Вольфрам, тис. т                           | 50           | 50       | 0,2 (WO3)                             | 1,9               |
| Залізні руди, млн т                        | 1920         | 3140     | 26 (Fe)                               | 1,1               |
| Золото, т                                  | 5            | 30       | 7,5 г/т                               |                   |
| Калійні солі, млн т (в перерахунку на К2О) | 22           | 29       | 14 (К2О)                              | 0,3               |
| Мідь, тис. т                               | 95           | 225      | 1,47 (Cu)                             |                   |
| Нафта, млн т                               | 711          |          |                                       | 0,5               |
| Олово, тис. т                              | 14           | 20       | 1,58                                  |                   |
| Вугілля, млн т                             | 45440        | 231400   |                                       |                   |
| Цинк, тис. т                               | 390          | 500      | 5,4 (Zn)                              | 0,1               |
| Срібло, т                                  | 330          | 500      | 40 г/т                                | 0,1               |
| Плавиковий шпат, млн т                     | 2            | 3        | 40 (CaF2)                             | 1,1               |
| Свинець, тис. т                            | 164          | 248      | 2,9 (Pb)                              | 0,1               |
| Природний горючий газ, млрд м³             | 760          |          |                                       | 0,5               |

## Динаміка видобутку корисних копалин у Великій Британії, т.
| Корисні копалини                    | 1999    | 2000    | 2001*   |
| Вугілля                             | 37 077  | 31 198  | 32 128  |
| Природний газ (нафтовий еквівалент) | 99 065  | 108 499 | 106 069 |
| Сира нафта і конденсат              | 137 125 | 126 244 | 117 614 |
| Свинцеві руди                       | 2       | 2       | 1,3     |
| Товарна глина (Chine/Ball clay)     | 3 235   | 3 445   | -       |
| Інші глини та сланцеві глини        | 11 975  | 11 499  | 10 652  |
| Вапняк і доломіт                    | 100 631 | 97 417  | 95 760  |
| Крейда                              | 9 667   | 9 213   | 9 000   |
| Сланець                             | 361     | 479     | 480     |
| Пісковик                            | 15 485  | 14 900  | 14 650  |
| Силікатний пісок                    | 4 092   | 4 095   | 4 100   |
| Піщаний гравій                      | 100 953 | 101 621 | 104 670 |
| Гіпс                                | *1 800  | *1 500  | 1 500   |
| Кам'яна сіль                        | *1 500  | *1 700  | 1 900   |
| Сіль в розсолах                     | *4 200  | *4 200  | 4 200   |
| Плавиковий шпат, флюорит            | *40     | *36     | 50      |
| Барити                              | 59      | 54      | 66      |
| Поташ (KCl)                         | 825     | 966     | 890     |
| Торф (тис.м³)                       | 1 653   | 1 626   | -       |
| Інші                                | 14      | 9       | 8       |

*за оцінкою British Geological Survey

## Окремі види корисних копалин
Нафта і газ.  Станом на 1998 р В.Б. займає 2-е (після Норвегії) місце серед країн Європи за запасами нафти і 4-е (після Нідерландів, Норвегії і України) – природного газу. Пром. родов. нафти і газу залягають під дном Північного моря на шельфі в межах Центрально-Європейського нафтогазоносного бас. Осн. нафт. і газові родов. Північного моря залягають у відкладах палеогену (Фортіс, Монтроз, глиб. 1500 м), верх. крейди (Магнус, Пайпер, Клеймор, 2400 м), юри (Тістл, Данлін, Брент, Хаттон, Найніан, Корморант-Саут, Берил, 2700 м), тріасу (Хьюетт, 3300-3600 м), пермі (Аргайл, Вайкінг, Індефатігейбл, Лімен, 4000 м). Найбільші морські родов. нафти – Фортіс, Брент, Найніан, Бре, Тістл, Пайпер, Корморант-Саут; газу – Лімен, Індефатігейбл, Хьюетт, Вайкінг. Загальні запаси нафти оцінюються понад 2 млрдт., газу – бл. 760 млрд м³. 
Доведені запаси природного газу британського сектора Північного моря оцінюються в 699 трлн.м3; основні газові родовища (трлн.м³ газу): Леман (161), Британія (84.9), Індіфетігейбл (48) і Кліппер (22.6). Запаси газоконденсатних родовищ Елджін і Франклін – 45 млн т конденсату і 48.4 трлн.м³ газу.
Вугілля. За запасами кам. вугілля В.Б. займає 2-е місце в Зах. Європі. Вугільні басейни В.Б. пов'язані з кам.-вугільними відкладами каледонід і утворюють чотири групи: Південну (43 млрд т), Центральну (90 млрд т), Північну (16 млрд т) і Шотландську (13,5 млрд т). Вугілля від довгополуменевого до антрацитів; сер. потужність пластів 1-2 м.
Залізо. Родов. залізних руд у В.Б. дуже виснажені. Поклади осадового типу приурочені до юрських відкладів чохла каледонід. Найбільші родовища розташовані в районі Сканторпа, в Камберленді та Нортхемптонширі – родов. Міллом, Егремонт, Бекермет, Корбі, Нортгемптон.
Олово. За підтвердженими запасами олов'яних руд В.Б. займає 5-е місце в Зах. Європі (Після Португалії, Франції, Іспанії та Німеччини, 1999). Родов. розташовані на п-ові Корнуолл і приурочені до гранітних інтрузій пізньокам’яновугільної доби. Руди г.ч. комплексні, містять також мідь, цинк і вольфрам. Найбільші родовища: Саут-Крофті, Маунт-Уеллінгтон, Джівор. 
Поліметали. Запаси свинцевих і цинкових руд у В.Б. обмежені. Малі родов. бідних поліметалічних гідротермальних руд (Камберленд, Дербішир, Корнуолл та ін.) практично вироблені.
Мідь. Родов. руд міді (Корнуолл, Девон) вичерпані, розробляються відвали. У Півн. Уельсі є значні поклади бідних (0,3% Cu) мідно-порфірових руд. 
Флюорит. За запасами флюориту В.Б. займає 5-е місце в Зах. Європі (після Франції, Італії, Іспанії, Німеччини, 1999). Родов. представлені жилами і метасоматичними покладами у вапняках карбону.
Калійна і кам'яна сіль. Поклади калійних солей зосереджені у відкладах цехштейна, кам'яної солі – у відкладах тріасу.
Барит залягає в районі Девону.
Целестин локалізований в районі Брістоля.
Каолін. В.Б. багата на каолін. Найбільші каолінові родов. – Сент-Остелл і Лі-Мур розташовані в обл. розвитку герцинських гранітів. 
Виробна та будівельна сировина. Гончарні глини (гол. родов. Бові) приурочені до третинних відкладів, вогнетривкі глини – до карбону, цегельні глини і глинисті сланці – до верх. юри, відбілювальні глини – до ниж. крейди. Родов. піску і ґравію пов'язані з четвертинними та нижньокрейдовими відкладами. Пісковики приурочені до докембрію, ниж. палеозою і карбону. Бл. 70% запасів вапняків і доломіту пов'язані з кам.-вугільними відкладами. Родов. гіпсу і ангідриту розташовані у відкладах пермі і тріасу, а також верх юри.